# Chaetostigmoptera mitis
Chaetostigmoptera mitis là một loài ruồi trong họ Tachinidae.